# Palmaria
Palmaria là một hòn đảo của Ý, nằm trong vùng biển Ligure, ở điểm cực tây của vịnh La Spezia. Hòn đảo có diện tích 1,6 kilômét vuông (0,6 dặm vuông Anh), là đảo lớn nhất trong nhóm ba đảo nhô ra phía nam đất liền ngoài Portovenere. Hai hòn đảo nhỏ khác là Tino và Tinetto nằm xa hơn về phía nam.
Nhóm ba đảo này cùng với Portovenere, Cinque Terre được UNESCO công nhận là Di sản thế giới từ năm 1997.

## Địa lý
Đảo Palmaria có diện tích bề mặt là 1,89 kilômét vuông (0,73 dặm vuông Anh) là hòn đảo lớn nhất trong nhóm ba đảo ở Vịnh La Spezia và vùng Liguria. Hai hòn đảo Tino và Tinetto cách đó khoảng vài trăm mét theo đường chim bay.
Hòn đảo có hình tam giác, với các mặt đối diện với Portovenere và Vịnh La Spezia. Ở bờ phía tây, có các vách đá cao với các mỏm chìa ra biển. Trong vách đá này có nhiều hang động. Ở bờ biển thấp hơn có một số tư dinh riêng của tư nhân, một quán ăn nhỏ, một số khu vực tắm biển và khu vực bí mật của Hải quân và không quân.
Phía tây của hòn đảo là nơi khó tiếp cận nhất. Tại đây có Hang Xanh có thể được khám phá bằng thuyền và Hang Bồ câu chỉ có thể tiếp cận được bằng cách leo dây xuống. Đây là nơi nghiên cứu các sự kiện lịch sử với việc có các hóa thạch của các loài động vật thế Pleistocen như sơn dương và cú tuyết. Nhưng trên hết, tại đây có các hài cốt của con người chứng minh sự hiện diện của con người cách đây ít nhất 5.000 năm trước.
Trên đảo cũng có nhiều di tích lịch sử quan trọng khác như trong khu quân sự ở trên đỉnh hòn đảo mà du khách không thể tới là Pháo đài Count của Cavour (hay còn gọi là Pháo đài Palmaria), tòa tháp sắt Umberto I, một nhà tù và một số boong-ke được sử dụng trong chiến tranh thế giới lần thứ hai
Ở phần phía nam có một hầm mỏ khai thác đá cẩm thạch từ thời xưa đã bị bỏ hoang. Vẫn còn di tích các cần trục và các dụng cụ khai thác đá và cả các bức tường nhà dành cho thợ mỏ.

## Động thực vật

### Thực vật
Hệ thực vật của đảo gồm trên 500 loài khác nhau, thảm thực vật nguyên sinh hình thành chủ yếu bởi những loài của Địa Trung Hải như thông (Pinus pinaster và Pinus halepensis), sồi (Quercus ilex, Quercus pubescens), nhũ hương (Pistacia lentiscus), dâu gỗ (Arbutus unedo), bán nhật (Cistus monspeliensis, Cistus salvifolius, Cistus incanus), đậu kim (Spartium junceum), xương khô (Euphorbia dendroides), mùi biển (Crithmum maritimum), xa cúc (Centaurea cineraria veneris, Centaurea aplolepa lunensis), hoa đinh (Iberis umbellata var. linifolia), cải Brassica oleracea robertiana, Serapias neglecta và Cistus incanus vv...

### Động vật
Trên đảo có nhiều loài bò sát nguy cấp như Phyllodactylus europaeus, loài tắc kè nhỏ nhất châu Âu, cắt lưng hung (Falco tinnunculus), cắt lớn (Falco peregrinus), cắt hỏa mai (Accipiter nisus), gà gô đỏ (Alectoris rufa), mòng biển (Larus argentatus, Larus michahellis), quạ thường (Corvus corax), sẻ (Monticola solitarius), cốc (Phalacrocorax aristotelis).
Trong các loài có vú, có thể kể loài dơisống trong các hang động như Plecotus auritus, Rhinolophus ferrumequinum và Rhinolophus hipposideros), các loại thỏ, dê v.v..

## Giao thông đường biển
Ngày nay, để tới đảo, người ta có thể mượn các thuyền nhỏ của tư nhân, hoặc trong những tháng mùa hè có những chuyến phà nối Portovenere, Lerici và La Spezia với hòn đảo này.

## Hình ảnh

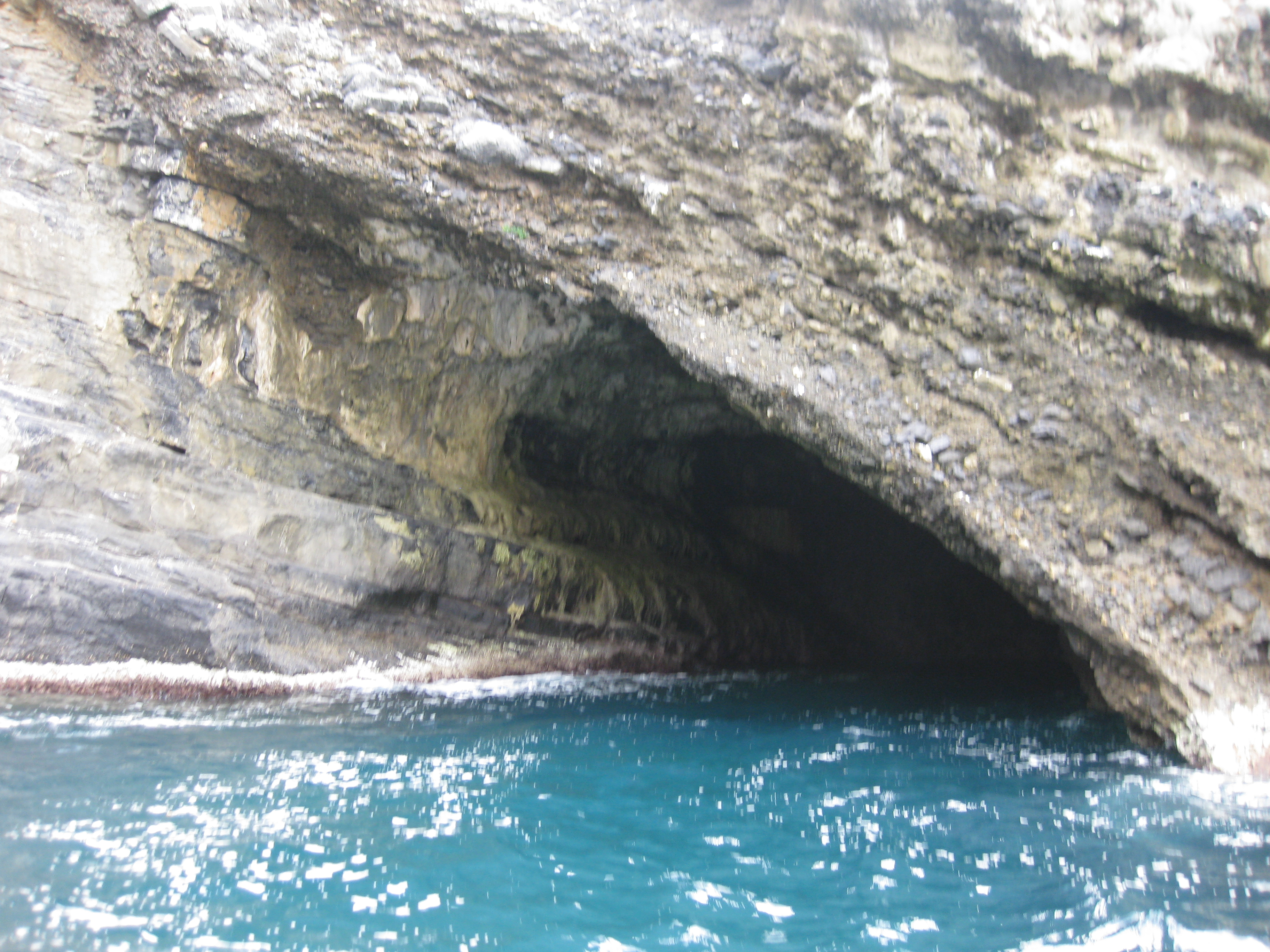
Hang Xanh
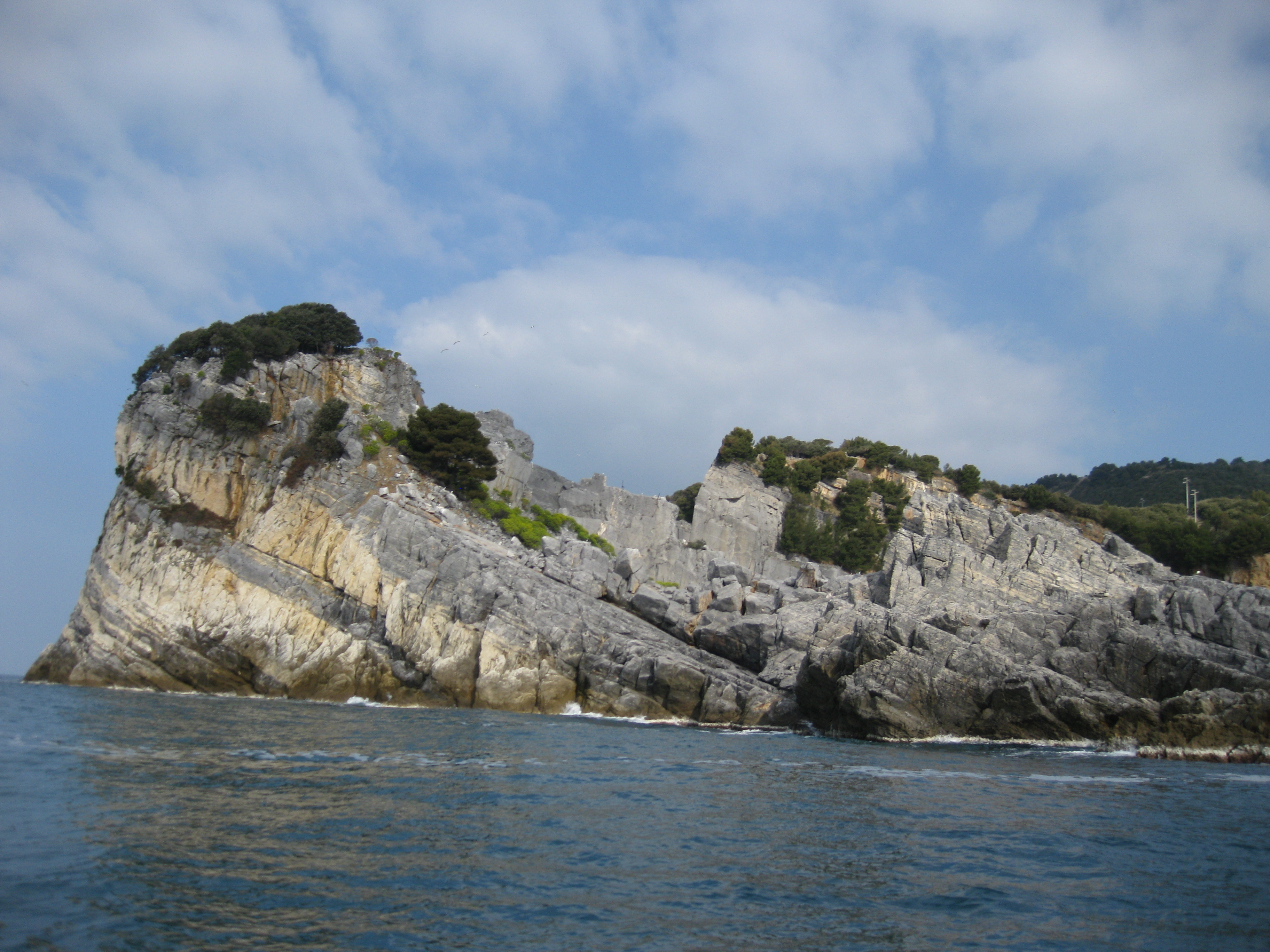
Bờ biển đá
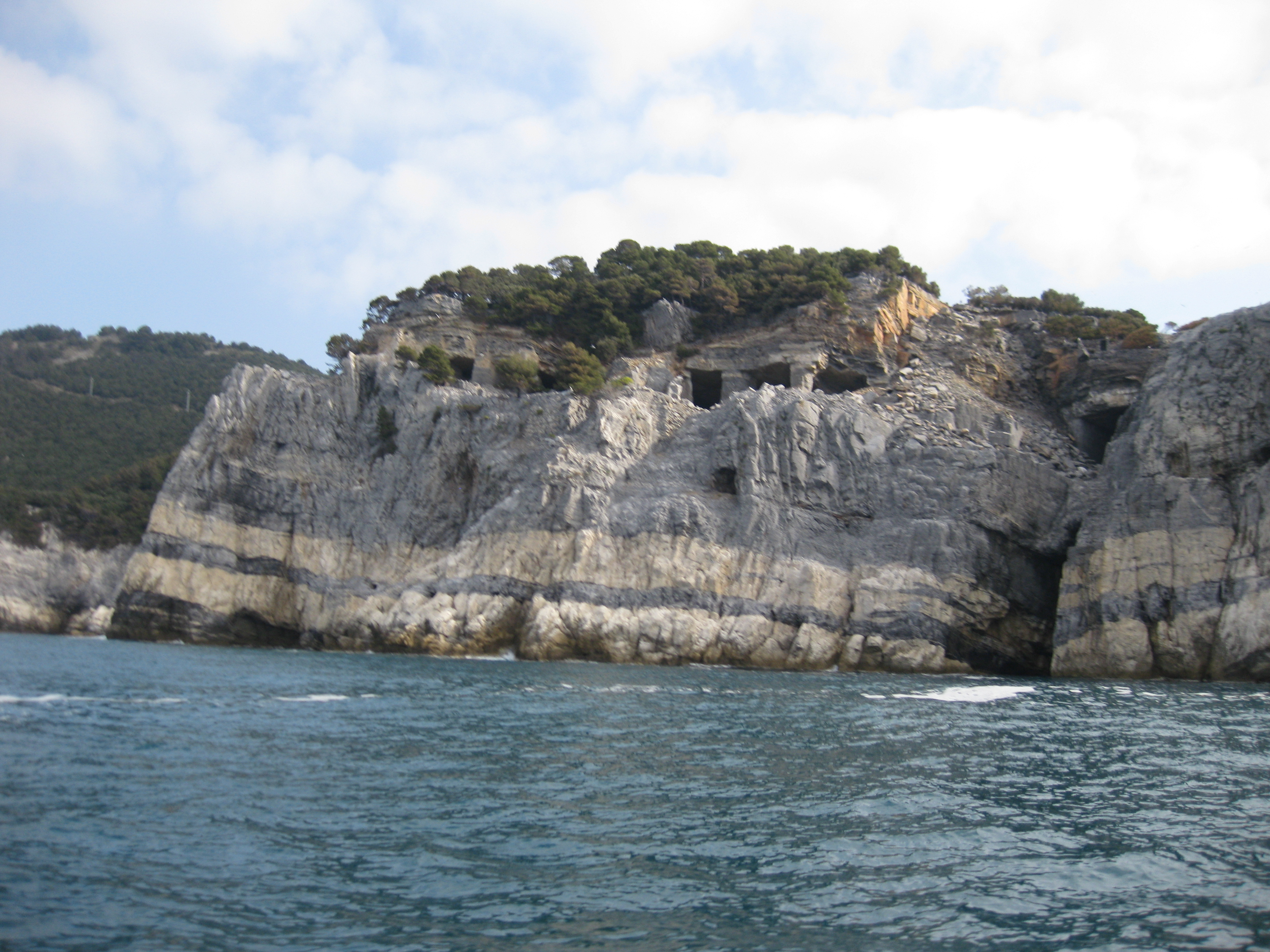
Hang đá cẩm thạch
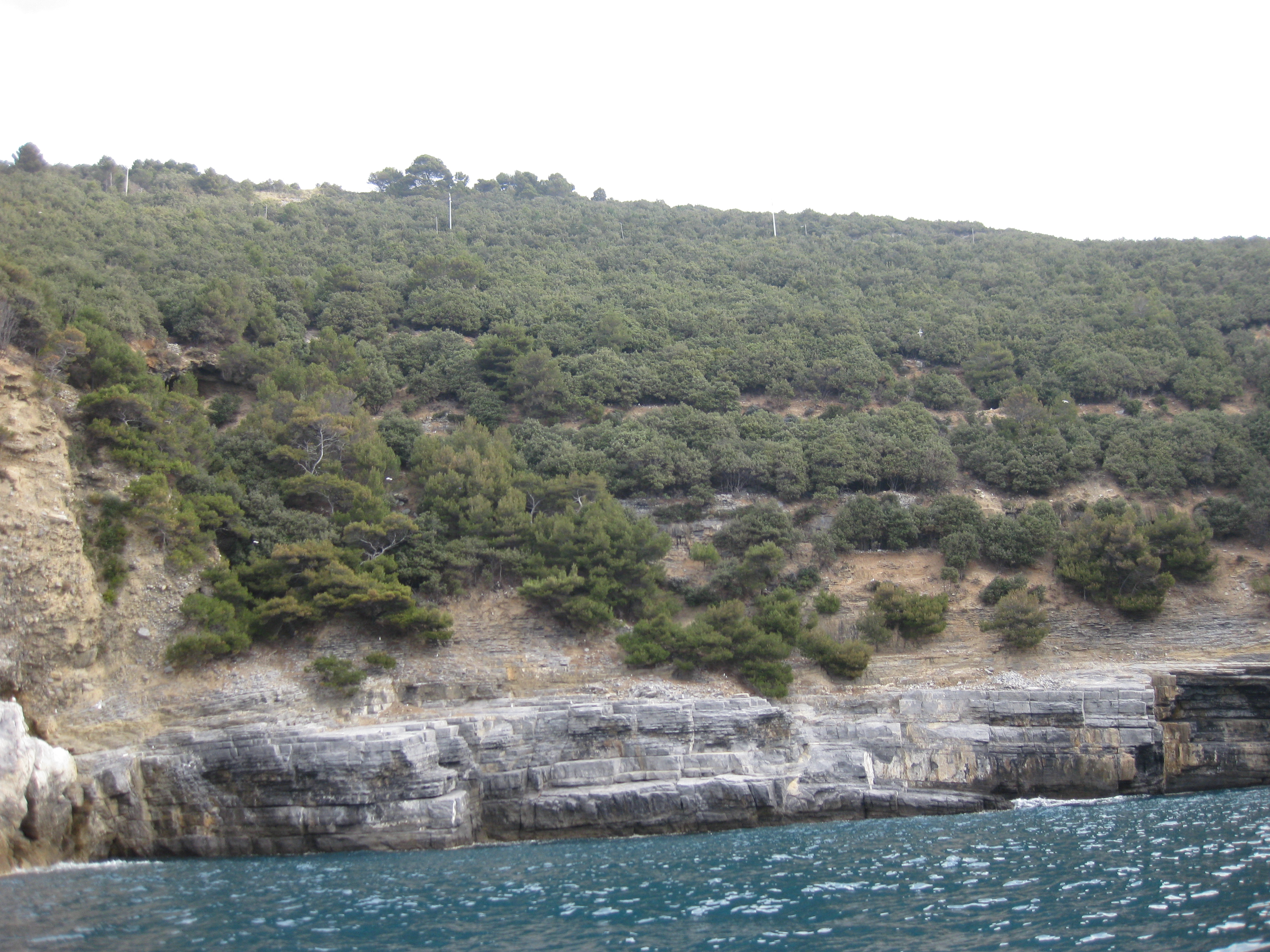
Thảm thực vật
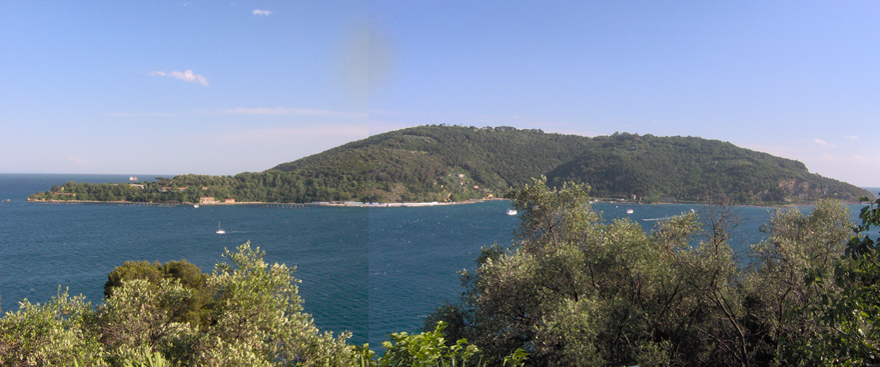
Hòn đảo năm 2006